# Рохус Настула
Рохус Кароль Настула (пол. Rochus Karol Nastula; нар. 15 серпня 1902, Ліпіни, Німецька імперія — пом. 17 березня 1977, Свентохловіце, Польща) — польський футболіст та тренер, виступав на позиції нападника.

## Життєпис
Народився в Ліпінах (зараз — частина міста Свентохловіце), футбольну кар'єру розпочав у місцевій «Сілезії». У 1924 році перейшов до «Напжуду» (Ліпіни). У 1927—1929 роках виступав у клубі «Чарні» (Львів), з яким ставав найкращим бомбардиром Першої ліги. З 1930 по 1933 рік знову захищав кольори «Напжуду» (Ліпіни).
По завершенні кар'єри гравця розпочав тренерську діяльність. Спочатку тренувава «Шомберки» (Битом). Також очолював «Лінярнію» (Битом), ЛТС (Лабеди), «Хейнал» (Кети) та «Гарбарнію» (Бжег).